# Grigorij Kirijenko
Grigorij Kirijenko, född den 29 september 1965 i Moskva, Ryssland, är en rysk fäktare som ingick i det ryska lag som tog OS-guld i herrarnas lagtävling i sabel i samband med de olympiska fäktningstävlingarna 1996 i Atlanta.